# Трезана
Трезана (итал. Tresana) — коммуна в Италии, располагается в регионе Тоскана, в провинции Масса-Каррара.
Население составляет 2093 человека (2008 г.), плотность населения составляет 48 чел./км². Занимает площадь 44 км². Почтовый индекс — 54012. Телефонный код — 0187.
Покровителями коммуны почитаются святые Кирик и Иулитта, празднование 15 июля.

## Демография
Динамика населения:

## Администрация коммуны
- Официальный сайт: http://www.comune.tresana.ms.it/